# Культовые сооружения Белёва

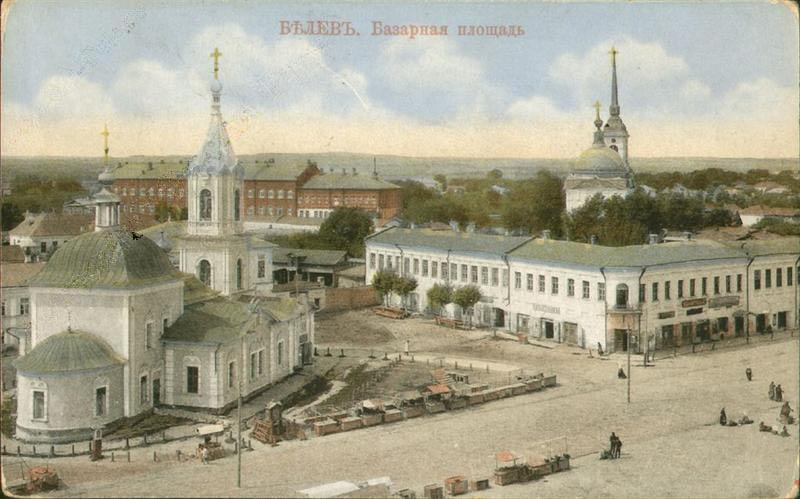
Собор Афанасия и Кирилла, Патриархов Александрийских

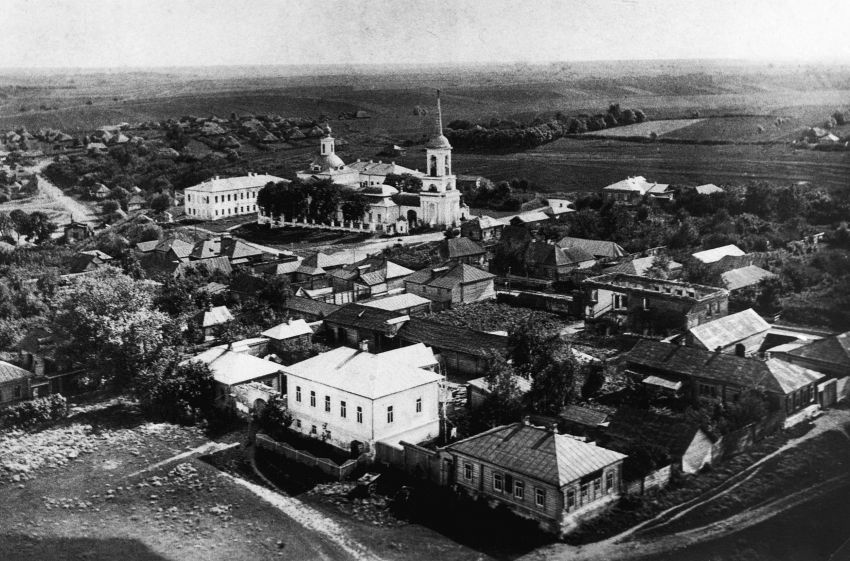
Церковь Воскресения Словущего

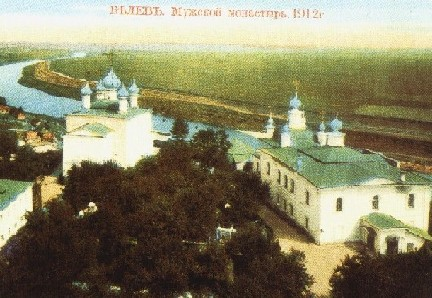
Спасо-Преображенский монастырь

Список религиозных сооружений города Белёва:

## Действующие

### Православные храмы
1. Церковь Рождества Пресвятой Богородицы (ул. Музейная, 13) (1719)
2. Троицкий собор (ул. Рабочая, 13а) (1782—1785)
3. Церковь Николая Чудотворца (ул. Карла Маркса, 115а) (1869)

### Православные монастыри
1. Крестовоздвиженский Белёвский монастырь (ул. Митрополита Евпогия, 43) (1625)
1. Собор Воздвижения Креста Господня (не ранее 1870)
2. Церковь жён-мироносиц (2008)
3. Часовня Рафаила Архангела (2017)
2. Спасо-Преображенский монастырь (ул. Преображенская, д. 1) (1525)
1. Собор Спаса Преображения (1683—1686)
2. Алексеевская надвратная церковь (1693—1697)
3. Церковь Введения во храм Пресвятой Богородицы (1698—1700)

## Недействующие

### Православные храмы
1. Церковь Вознесения Господня (ул. К. Маркса, 116) (1840) (занято Пенсионным фондом)
2. Церковь Петра и Павла (ул. Гражданская, 6) (1782) (полуразрушена, заброшена)
3. Церковь Покрова Пресвятой Богородицы (ул Никольская, д. 85) (2-я четв. XVIII в.) (пустует)

#### Домовые церкви
1. Церковь святой Елисаветы (ул. Октябрьская, 7) (1827) (занято отделением УФМС)
2. Церковь Зосимы и Савватия Соловецких в епархиальном училище (угол ул. Фрунзе и ул. 1-я Ключевая) (1900) (занято воинской частью)
3. Церковь Ольги равноапостольной в тюремном замке (пл. Пролетарская, 1) (2-я пол. XIX в.) (занято СИЗО)

## Утраченные
1. Собор Афанасия и Кирилла, патриархов Александрийских (ул. Ленина напротив бывшей территории воинской части) (1788)
2. Церковь Воскресения Словущего (ул. Софьи Перовской, около дома 21) (1760)
3. Церковь Жён-Мироносиц (ул. Пушкина, на месте домов 49—51) (1786)
4. Церковь Иконы Божией Матери Владимирская (на стыке улиц Музейная и Крутая) (2-я пол XVIII в.)
5. Церковь Кукши Печерского в духовном училище (по улице Карла Маркса, на месте дома 92) (1902)
6. Церковь Николая Чудотворца Посадская (пересечение ул. Музейной и ул. Никольской) (1776)
7. Церковь Николая Чудотворца Казачья (пересечения ул. Советская и ул. Димитрова) (1811)
8. Церковь Сретения Господня (на месте сквера по улице Карла Маркса) (3-я четв. XVIII в.)
9. Церковь Успения Пресвятой Богородицы (пл. Пролетарская) (1776—1815)